# Pece Mihály

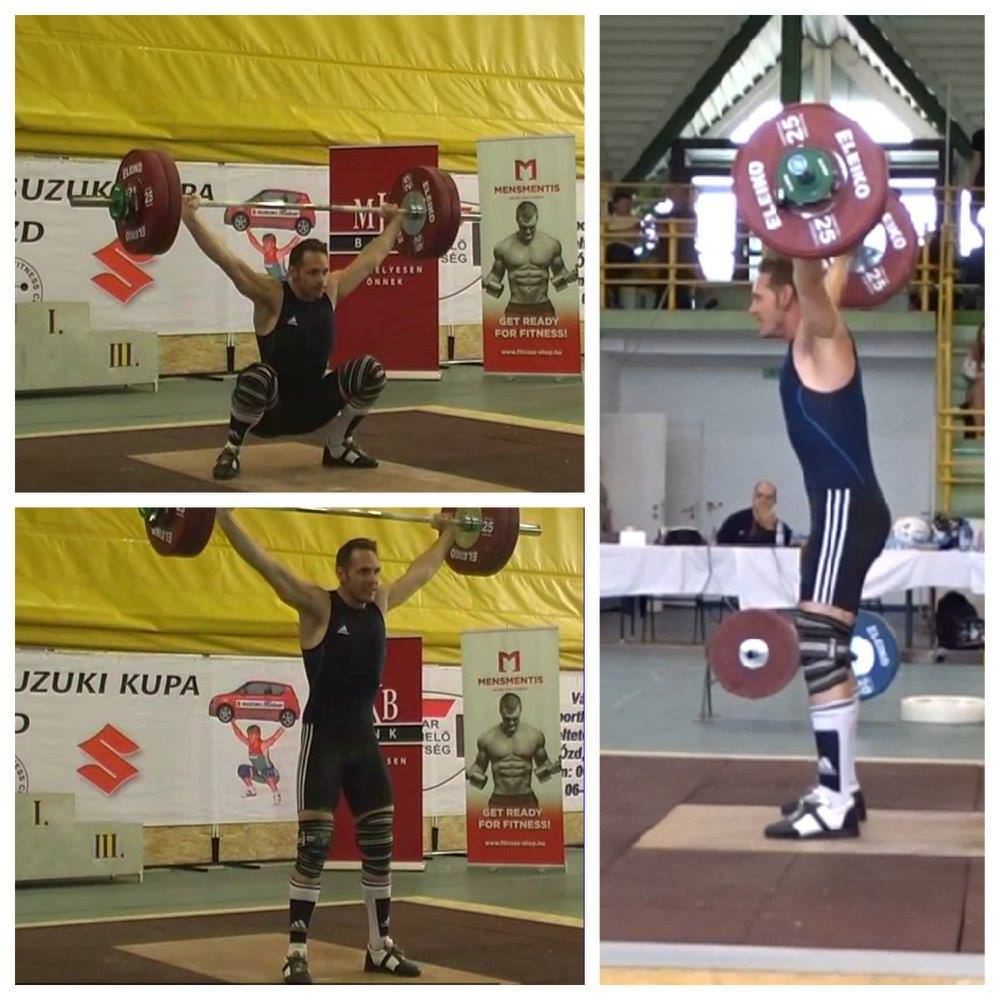
132-es szakítás

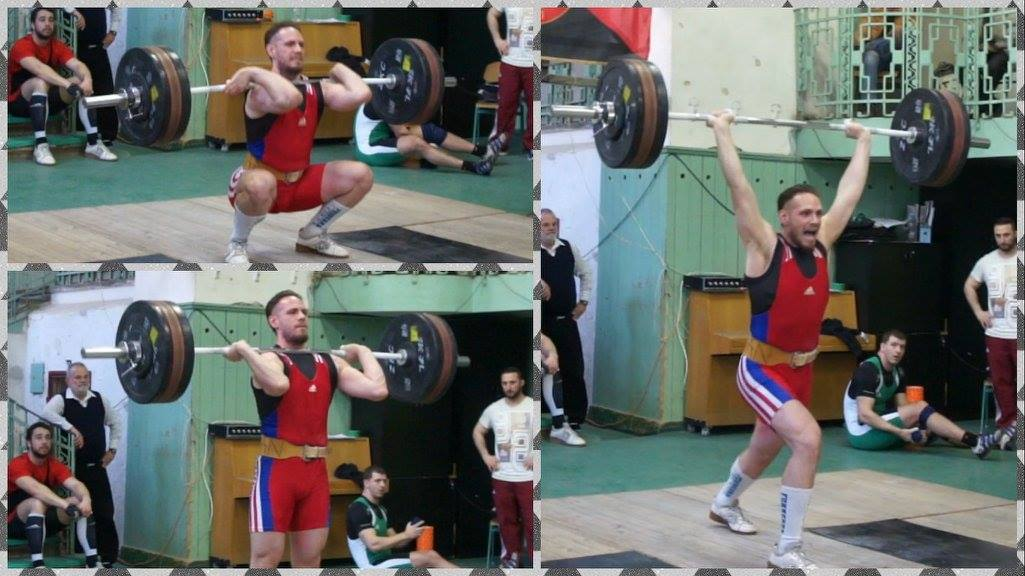
Budapest, lökés, 2016

Pece Mihály (Szabadka, 1987. június 18. –) súlyemelő

## Életpályája
A középiskolát Szabadkán fejezte be, majd Budapesten az Eötvös Loránd Tudományegyetem rekreáció és egészségfejlesztés szakát végezte el. A Spartacus SE tagja volt 1999. október és 2015. május között. Pályafutását a Budapesti BKV Előre versenyzőjeként folytatta kisebb kihagyás után 2016-ban. 2018-as évben felkérést kapott anyaklubjától, hogy újra hazáját képviselje az országos versenyen.
Nagyon fiatalon kezdett ezzel a sportággal foglalkozni. Első versenye 1999-ben volt.

## Eredményei
Szerbiában jelenleg is élő rekordjai serdülő korcsoportban 85 kg-ban 123 kg szakítás, amit 2004. június 20-án Szabadkán, valamint 94 kg-ban 122,5 kg szakítás és 265 összetett eredmény, amit 2004. július 17-én Zomborban ért el. Ifjúsági korcsoportban 94 kg-os kategóriában szakítás 136 kg, amit 2005. december 4-én ért el Belgrádban.
2007. június 10. és 16. között Prágában rendezték az ifjúsági súlyemelő-világbajnokságot. Szerbiát Pece Mihály, a szabadkai Spartacus versenyzője és a válogatott edzője, Vert Stipan képviselték. Pece a 94 kg-os kategóriában szerepelt, ahol szakításban 130 kg-mal a 15., míg a 280 kg-os összteljesítményével (szakítás 130, lökés 150) a 17. helyet szerezte meg.
Szerbia színeiben az országos válogatott tagjaként 2006-ban részt vett a Balkán-bajnokságon, ahol csapata aranyérmet szerzett. Szerbia színeiben országos csapatbajnok volt 2004, 2005, 2006 és 2007-ben, valamint második helyezett 2002 és 2003-ban. Egyéniben serdülő korosztályban (14 és 16 év között) első volt 2001, 2002, 2003-ban, második 2000-ben. Kadétok korosztályban (17 és 18 év között) első helyezés 2002, 2003 és második 2001-ben. Ifjúsági korcsoportban (18 és 20 év között) első helyezés 2003, 2004, 2005, 2006, 2007-ben és harmadik helyezés 2002-ben. Felnőtt korosztályban (20 év felett) első helyezés: 2004, 2005, 2006 és 2007-ben, második helyezett 2002 és 2003-ban.
Sérülés miatt kénytelen volt egy ideig felfüggeszteni a versenyzést. 2015-ben magyar színekben kezdte újra az edzést a BKV Előre budapesti klubban. Első versenyét még 105 kg-os kategóriában kezdte, majd korábbi formájához visszatérve, jelenleg 85 kg-os súlycsoport felé tart. Visszatérése óta a legjobb eredményét 95 kg-os súlycsoportban érte el (87 kg-os testsúllyal), mely 130 kg-os szakítás és 150 kg-os lökés, valamint 280 kg-os összetett volt.
85 kg-os súlycsoportban csapatversenyen 283 kg-os összetett eredménye volt ami 130 kg-os szakításból 153 kg-os lökésből állt. Messzi István Emlékversenyen 285 kg-os összetett eredménye volt ami 133 kg-os szakításból 152 kg-os lökésből állt az első helyre volt elég az eredmény. Kecskeméten 2016-ban az Országos Bajnokságon második lett 283 kg-os összetett eredménnyel az első helyezettől fél deka testsúllyal kapott ki. Az évzáró csapatbajnokságon 130 kg-os szakítással és 155 kg-os lökéssel, hat sikeres gyakorlattal összesített 285 kg-os eredményt ért el.

## Egyéni csúcs
| Szakítás    | 136 | Belgrád | 2005 Országos verseny | 2005 December |
| Lökés       | 165 | Zombor  | 2007 Országos verseny | 2007          |
| Összesített | 301 | Zombor  | 2007 Országos verseny | 2007          |

## Egyéni eredmények
| Megnevezés  | Eredmény(kg) | Hely        | Verseny                         | Dátum           |       |       |
| 85 kg       | 85 kg        | 85 kg       | 85 kg                           | 85 kg           | 85 kg | 85 kg |
| ----------- | ------------ | ----------- | ------------------------------- | --------------- | ----- | ----- |
| Szakítás    | 130          | Pécs        | Szabadka Kupa 2017              | 2017 Szeptember |       |       |
| Lökés       | 156          | Pécs        | Szabadka Kupa 2017              | 2017 Szeptember |       |       |
| Összesített | 286          | Pécs        | Szabadka Kupa 2017              | 2017 Szeptember |       |       |
| 85 kg       |              |             |                                 |                 |       |       |
| Szakítás    | 130          | Szabadka    | Szabadka Kupa 2017              | 2017 Július     |       |       |
| Lökés       | 155          | Szabadka    | Szabadka Kupa 2017              | 2017 Július     |       |       |
| Összesített | 285          | Szabadka    | Szabadka Kupa 2017              | 2017 Július     |       |       |
| 85 kg       |              |             |                                 |                 |       |       |
| Szakítás    | 132          | Ózd         | Suzuki Kupa 2017                | 2017 Március    |       |       |
| Lökés       | 152          | Ózd         | Suzuki Kupa 2017                | 2017 Március    |       |       |
| Összesített | 284          | Ózd         | Suzuki Kupa 2017                | 2017 Március    |       |       |
| 85 kg       |              |             |                                 |                 |       |       |
| Szakítás    | 125          | Szombathely | Savaria Kupa 2017               | 2017 Február    |       |       |
| Lökés       | 150          | Szombathely | Savaria Kupa 2017               | 2017 Február    |       |       |
| Összesített | 275          | Szombathely | Savaria Kupa 2017               | 2017 Február    |       |       |
| 85 kg       |              |             |                                 |                 |       |       |
| Szakítás    | 127          | Budapest    | Baczakó Péter Emlékverseny 2017 | 2017 Február    |       |       |
| Lökés       | 150          | Budapest    | Baczakó Péter Emlékverseny 2017 | 2017 Február    |       |       |
| Összesített | 277          | Budapest    | Baczakó Péter Emlékverseny 2017 | 2017 Február    |       |       |
| 85 kg       |              |             |                                 |                 |       |       |
| Szakítás    | 130          | Ózd         | Csapat Bajnokság döntő 2016     | 2016 November   |       |       |
| Lökés       | 155          | Ózd         | Csapat Bajnokság döntő 2016     | 2016 November   |       |       |
| Összesített | 285          | Ózd         | Csapat Bajnokság döntő 2016     | 2016 November   |       |       |
| 85 kg       |              |             |                                 |                 |       |       |
| Szakítás    | 130          | Kecskemét   | Országos Bajnokság 2016         | 2016 November   |       |       |
| Lökés       | 153          | Kecskemét   | Országos Bajnokság 2016         | 2016 November   |       |       |
| Összesített | 283          | Kecskemét   | Országos Bajnokság 2016         | 2016 November   |       |       |
| 85 kg       |              |             |                                 |                 |       |       |
| Szakítás    | 133          | Kecskemét   | Messzi István Emlékverseny      | 2016 Június     |       |       |
| Lökés       | 152          | Kecskemét   | Messzi István Emlékverseny      | 2016 Június     |       |       |
| Összesített | 285          | Kecskemét   | Messzi István Emlékverseny      | 2016 Június     |       |       |
| 85 kg       |              |             |                                 |                 |       |       |
| Szakítás    | 130          | Oroszlány   | 2016 CSB selejtező              | 2016 Május      |       |       |
| Lökés       | 153          | Oroszlány   | 2016 CSB selejtező              | 2016 Május      |       |       |
| Összesített | 283          | Oroszlány   | 2016 CSB selejtező              | 2016 Május      |       |       |
| 94 kg       |              |             |                                 |                 |       |       |
| Szakítás    | 130          | Budapest    | Csinger Gyula emlékverseny 2016 | 2016 Március    |       |       |
| Lökés       | 150          | Budapest    | Csinger Gyula emlékverseny 2016 | 2016 Március    |       |       |
| Összesített | 280          | Budapest    | Csinger Gyula emlékverseny 2016 | 2016 Március    |       |       |